# PKZIP

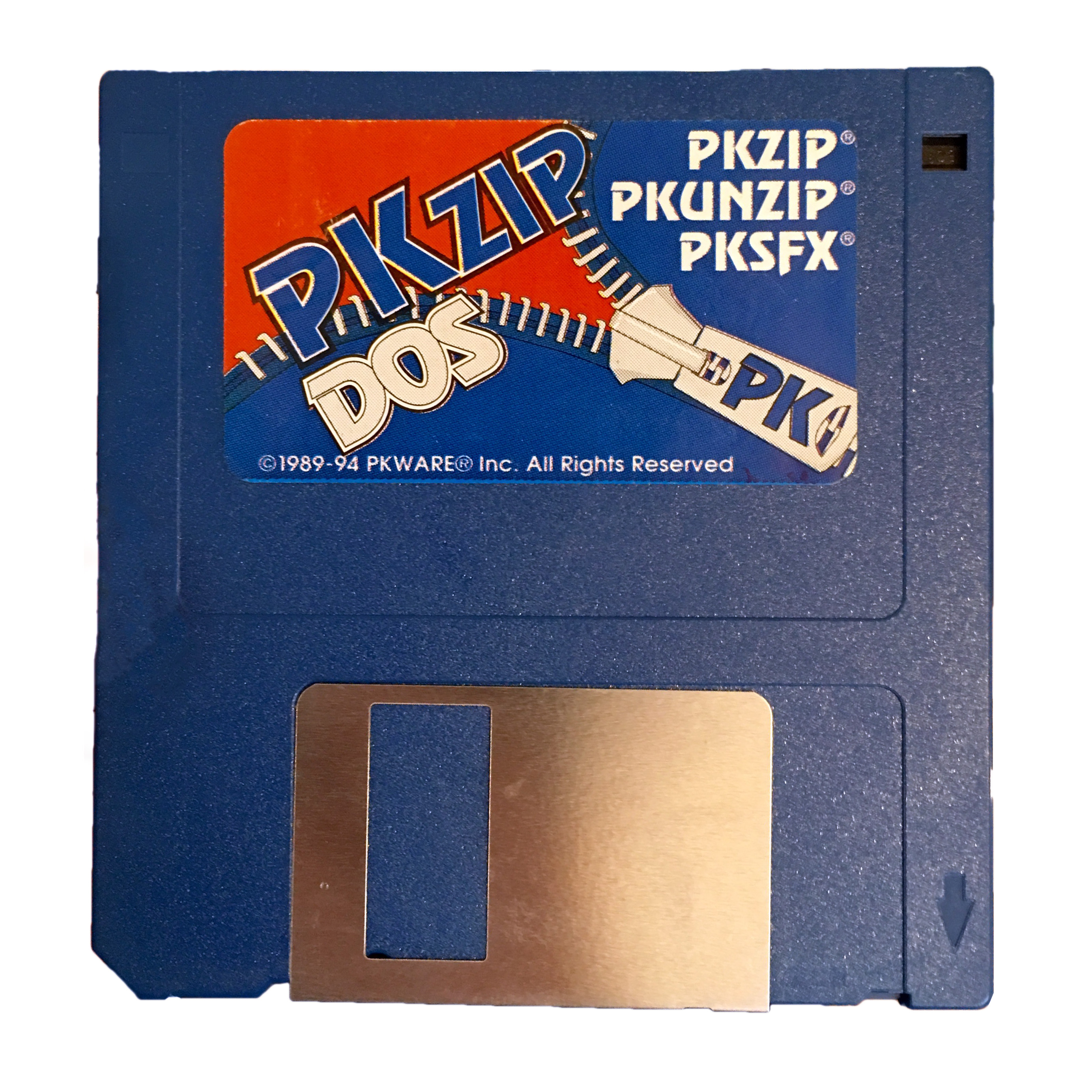
플로피 디스크의 PKZIP

PKZIP은 ZIP 파일 포맷을 도입한 것으로 잘 알려져 있는 파일 아카이버 컴퓨터 프로그램이다. PKZIP은 1989년 IBM PC 호환기종의 MS-DOS용으로 처음 도입되었다. 그 뒤로 수많은 아다른 아키텍처와 운영 체제용으로 여러 버전들이 출시되고 있다. PKZIP은 원래 필 캐츠가 작성하였으며 그의 기업 PKWARE가 마케팅하였고, 둘 다 그의 이니셜 'PK'를 따른다.

## 역사
1970년대 즈음 파일 아카이브 프로그램들이 운영 체제의 표준 유틸리티로 배포되었다. 여기에는 ar, shar, tar과 같은 유닉스 유틸리티들을 포함한다. 이러한 유틸리티들은 수많은 개개의 파일을 하나의 보관 파일로 모아주므로 쉬운 복사와 배포를 가능하게 했다. 이러한 아카이브들은 compress 등처럼 선택적으로 스트림 압축 유틸리티를 통해 전달이 가능했다.
다른 압축 프로그램들이 1980년대 기간에 등장하였고, 여기에는 SEA(System Enhancement Associates, Inc.)사의 ARC, Rahul Dhesi의 ZOO, Dean W. Cooper의 DWC, 오코무라 하루히코와 요시자키 하루야스의 LHA, 그리고 ARJ를 포함한다.
PKZIP의 개발은 PKPAK 3.61 패키지의 SOFTDEV.DOC 파일에서 처음 선언되었으며, 새롭지만 명명되지 않은 압축 프로그램을 개발할 것이라는 언급이 있었다. 이러한 발표는 SEA와 PKWARE사 간의 소송으로 치닫게 한 계기가 되었다. SEA가 소송에서 이겼으나 압축 전쟁에서는 졌는데, 사용자 기반이 PKZIP으로 옮겨갔기 때문이다.
최초 버전은 1989년에 도스 명령 줄 도구로 출시되었고(버전 0.8), 25 달러 등록 비용(매뉴얼을 포함할 경우 47달러)의 셰어웨어 모델로 배포되었다.

## 호환성
유명함에도 불구하고 PKZIP 1.0 압축 방식을 이용한 ZIP 아카이브는 지금은 드문 편이며, 현대의 수많은 unzip 도구들은 "imploding"이 일반적으로 쓰이긴 하지만, "shrinking"과 "reducing"을 관리하지는 못한다.

## 특허
"shrinking"에는 유니시스 특허였던 동적 LZW를 사용한다. Reduce Algorithm에 대한 특허는 PKZIP을 생산하기 오래 전인 1984년 6월 19일 제출되었다.

## 같이 보기
- 압축 소프트웨어의 비교